# سیگما³ خرچنگ
سیگما³ خرچنگ یک ستاره است که در صورت فلکی خرچنگ قرار دارد.